# Košarkarski klub Parklji Ljubljana
Il K.K. Parklji è una società cestistica avente sede a Lubiana, in Slovenia. Fondata nel 1993, gioca nel campionato sloveno.